# Raïon de Myrhorod
Le raïon de Myrhorod (en ukrainien : Миргородський район) est un raïon (district) dans l'oblast de Poltava en Ukraine. Avec la réforme administrative de l'Ukraine, le 19 juillet 2020 le raïon s'étend au détriment de ses voisins.

## Lieux d'intérêt

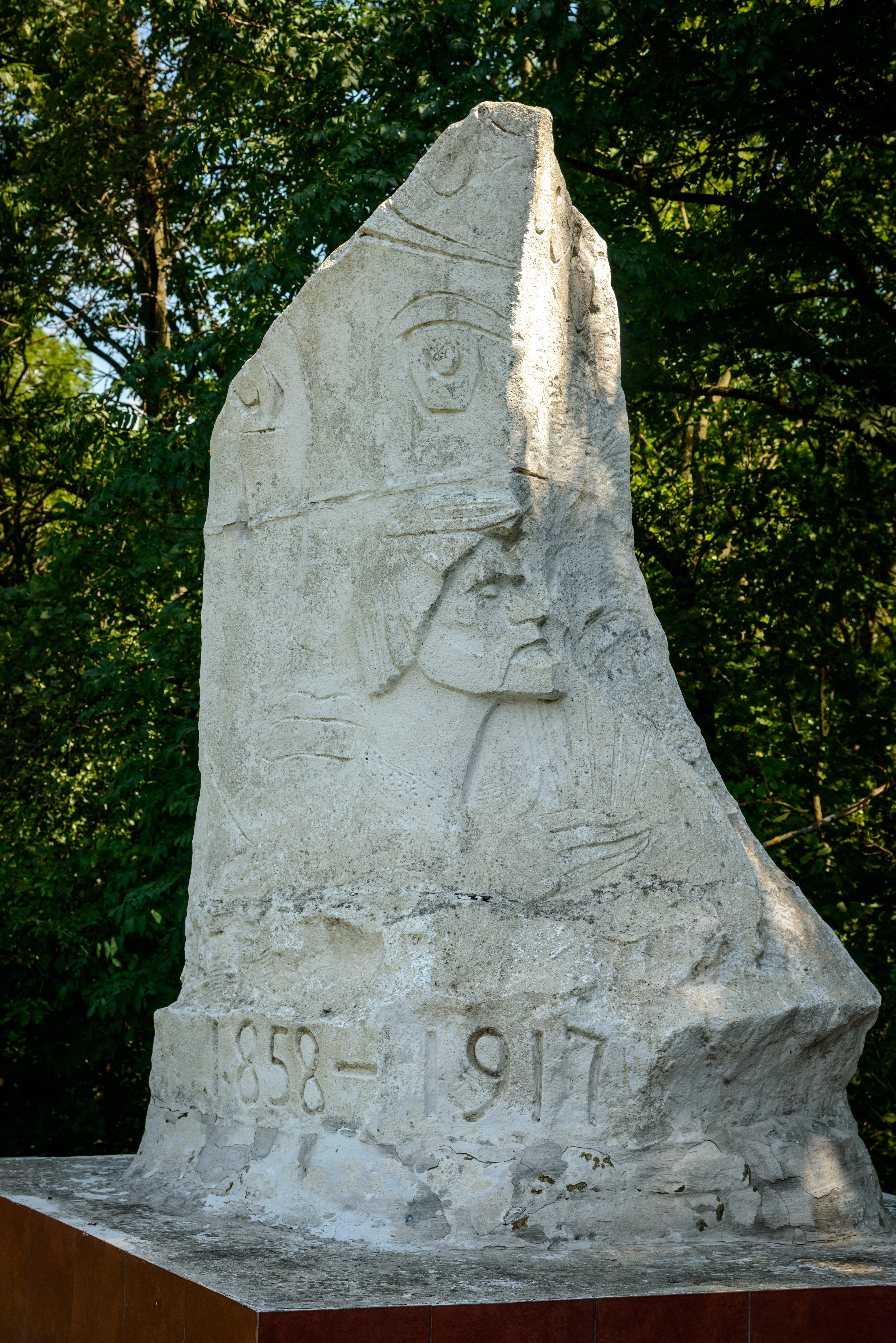
Monument à Mykhaïlo Kravtchenko célèbre kobzar, classé[1].
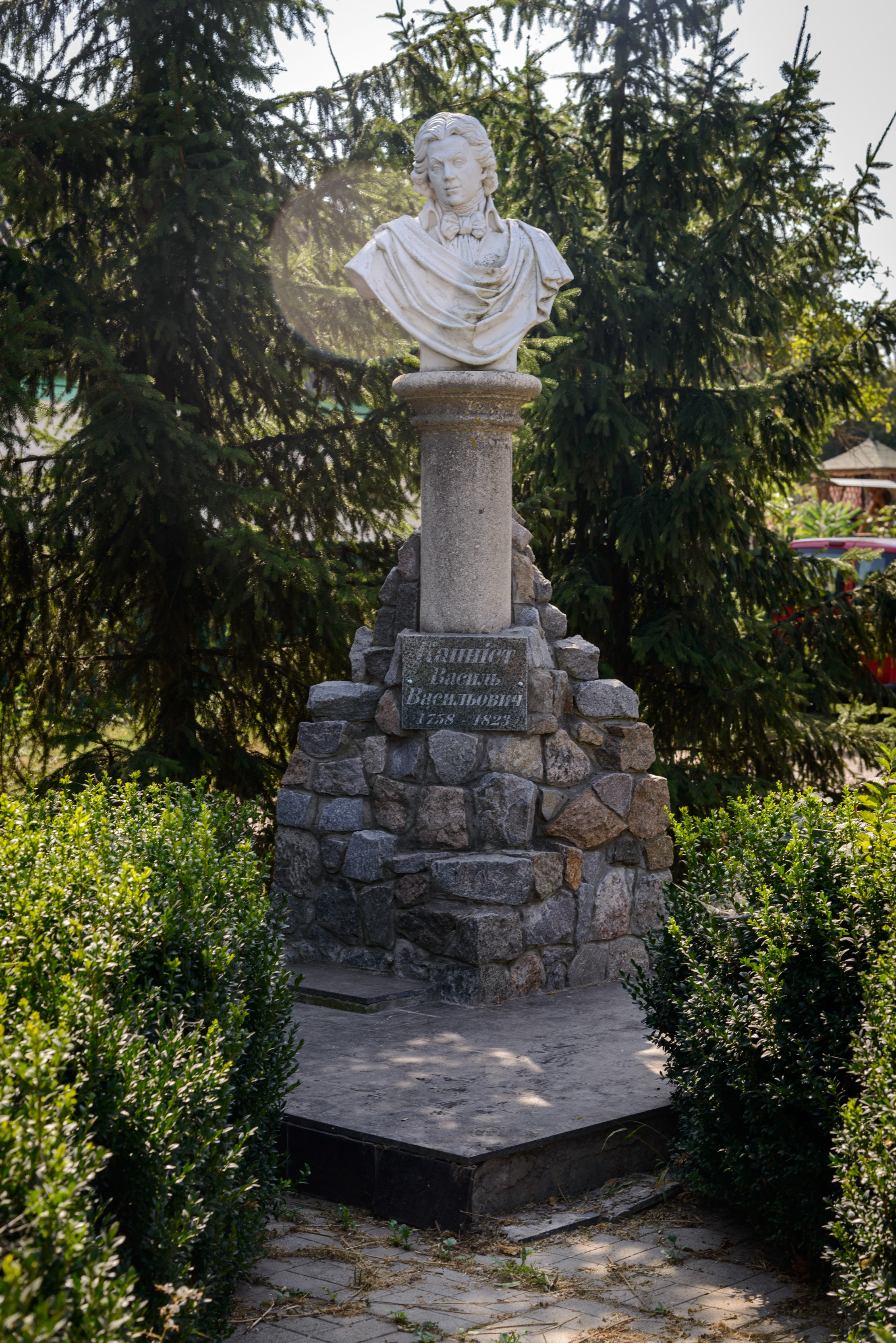
Buste de Vassily Kapnist à Velyka Oboukhivka, classé[2].
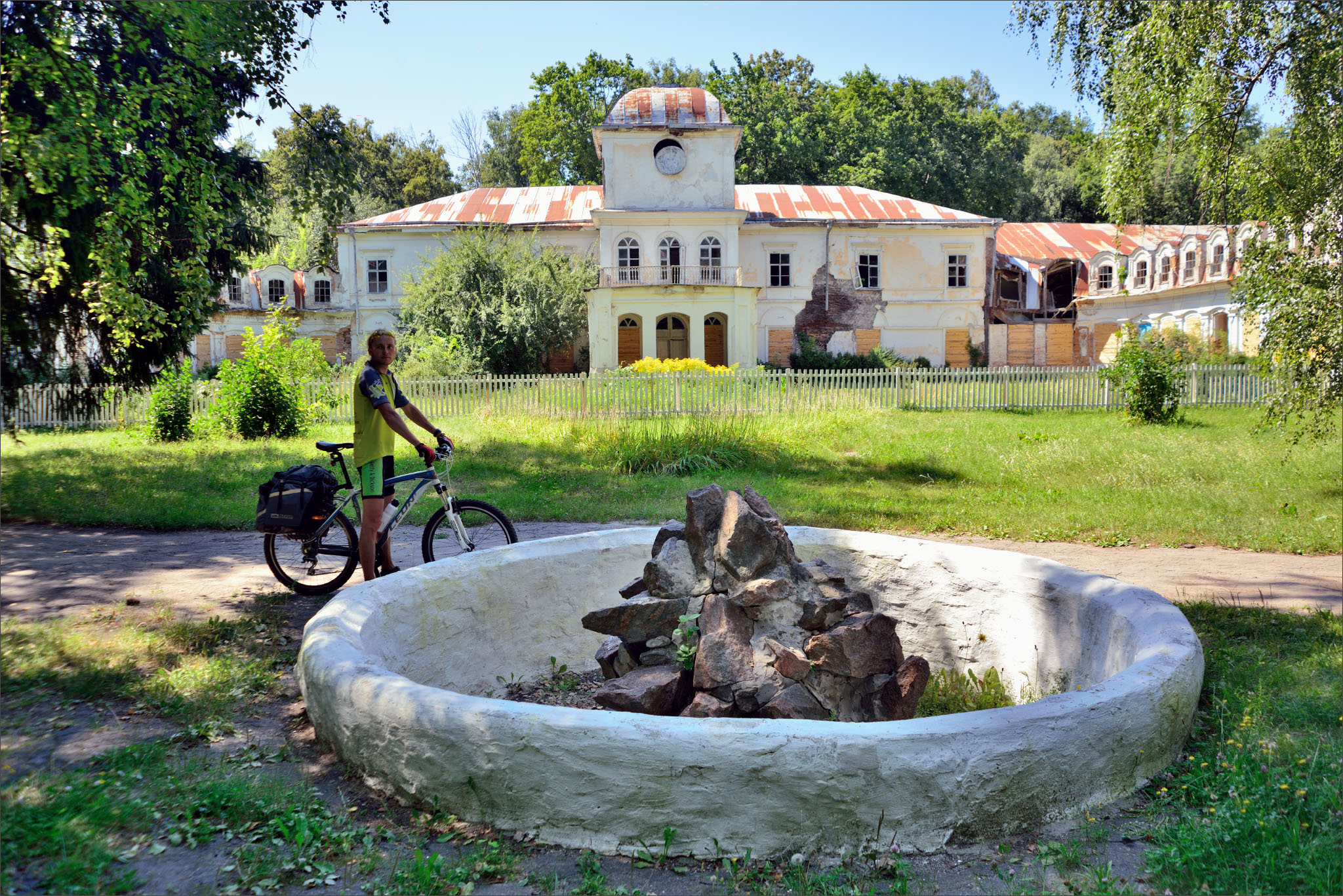
Manoir Mouraïev-Apostol, classé[3].
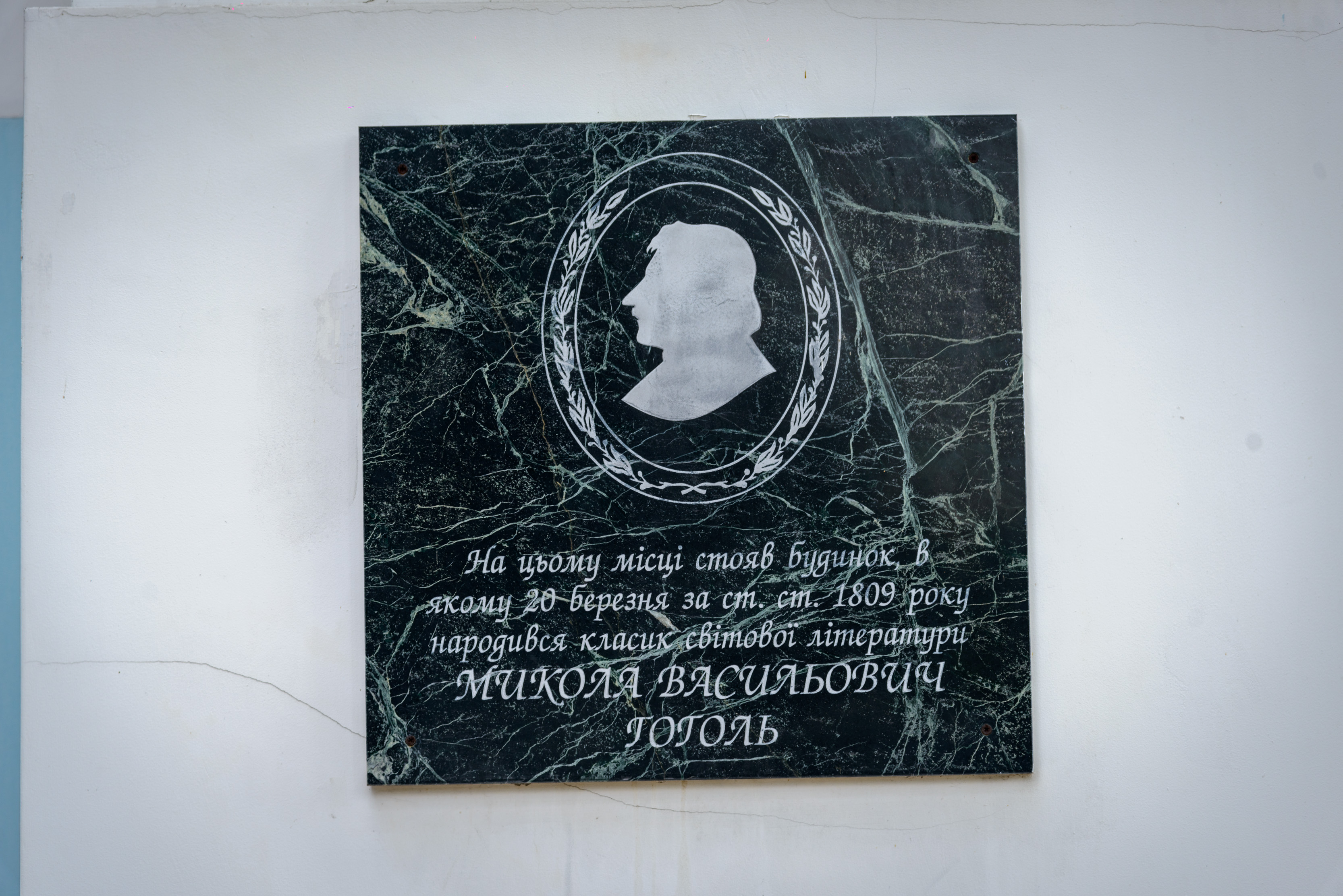
Plaque à Nikola Gogol, classée[4].
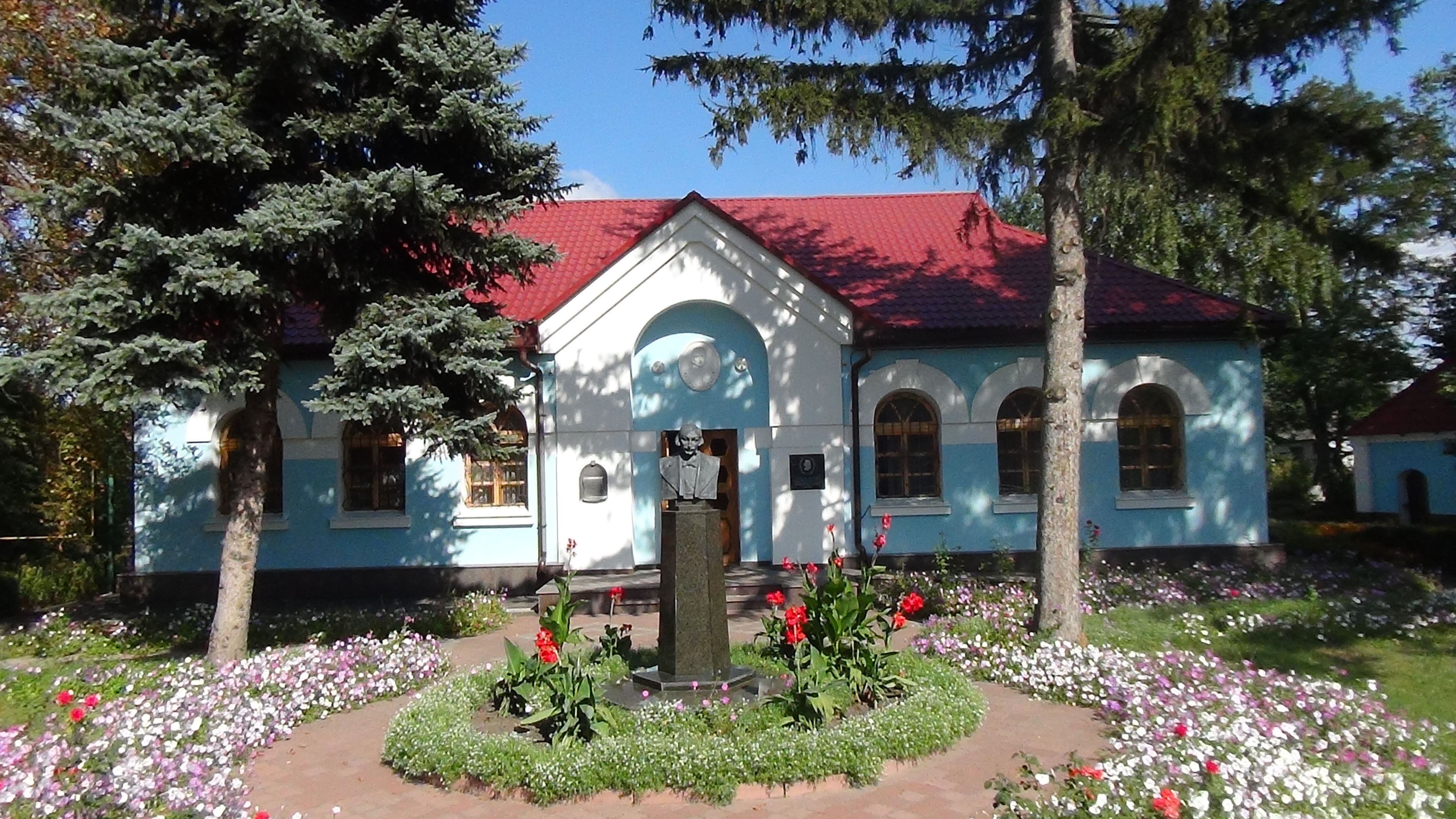
Buste et musée Gogol, classée[5].